# Josep Sastre i Prats
Josep Sastre i Prats, era membre de l'orde de Sant Benet i va ser abat de Santa Maria d'Amer (1660-1668), de Sant Pau del Camp (1668-1683), i de Sant Pere de la Portella, va ésser nomenat President de la Generalitat de Catalunya el 22 de juliol de 1680.
Durant el seu trienni com a president, Catalunya viu un període entre guerres amb França.
Coincideix la pressa de recursos post-guerra amb unes dures condicions meteorològiques que van generar uns anys d'esterilitat del camp a partir de 1680. Continuen les tensions amb la corona i el virrei pel conflicte dels allotjaments de les tropes. Carles II d'Aragó s'havia compromès a millorar-los, i no tan sols no ho va fer, sinó que el 1681 va ordenar cobrar el coronatge, ja que la necessitat de millorar les fortificacions de la frontera francesa, especialment Puigcerdà, obligava a incrementar els recursos.
Tot i que la Pau de Nimega s'havia signat el 1678, el 1682 tornen a haver moviments de tropes franceses a la frontera, si bé serà en el proper trienni, el 1684, quan tornaren a començar els enfrontaments que, amb algunes interrupcions, duraren fins a 1697.
Econòmicament s'incrementa el tràfic de mercaderies en estar en un període de pau. Però aquests moviments comercials no porten aparellat un increment d'ingressos de la Diputació degut al frau. La situació era tan greu que es va plantejar aprofitar una prerrogativa papal de Climent VII perquè el diputat eclesiàstic excomuniqués als defraudadors. Finalment el rei va prohibir l'aplicació d'aquesta mesura "per a evitar crear diferències entre els seus regnes".